# Canton du Confluent
Le canton du Confluent est une circonscription électorale française du département de Lot-et-Garonne.

## Histoire
Un nouveau découpage territorial de Lot-et-Garonne entre en vigueur à l'occasion des élections départementales de 2015. Il est défini par le décret du 26 février 2014, en application des lois du 17 mai 2013 (loi organique 2013-402 et loi 2013-403). Les conseillers départementaux sont, à compter de ces élections, élus au scrutin majoritaire binominal mixte. Les électeurs de chaque canton élisent au Conseil départemental, nouvelle appellation du Conseil général, deux membres de sexe différent, qui se présentent en binôme de candidats. Les conseillers départementaux sont élus pour 6 ans au scrutin binominal majoritaire à deux tours, l'accès au second tour nécessitant 12,5 % des inscrits au 1er tour. En outre la totalité des conseillers départementaux est renouvelée. Ce nouveau mode de scrutin nécessite un redécoupage des cantons dont le nombre est divisé par deux avec arrondi à l'unité impaire supérieure si ce nombre n'est pas entier impair, assorti de conditions de seuils minimaux. En Lot-et-Garonne, le nombre de cantons passe ainsi de 40 à 21.
Le canton du Confluent est formé de communes des anciens cantons de Port-Sainte-Marie (10 communes), de Prayssas (9 communes) et de Villeneuve-sur-Lot-Sud (1 commune). Avec ce redécoupage administratif, le territoire du canton s'affranchit des limites d'arrondissements, avec 19 communes incluses dans l'arrondissement d'Agen et une dans celui de Villeneuve-sur-Lot. Le bureau centralisateur est situé à Aiguillon.

## Représentation
| Période élective | Période élective | Mandat | Mandat   | Identité           | Nuance | Nuance | Qualité |
| ---------------- | ---------------- | ------ | -------- | ------------------ | ------ | ------ | --- |
| 2015             | 2021             | 2015   | 2021     | Laurence Ducos     |        | DVD    | Secrétaire commerciale, conseillère municipale (opposition) d'Aiguillon depuis 2020                                             |
| 2015             | 2021             | 2015   | 2021     | Alain Merly        |        | DVD    | Commercial Maire de Prayssas (1995-2020) Ancien conseiller général du canton de Prayssas (1992-2015), ancien député (2002-2007) |
| 2021             | 2028             | 2021   | en cours | Philippe Bousquier |        | LR     | Maire de Prayssas |
| 2021             | 2028             | 2021   | en cours | Laurence Ducos     |        | DVD    | Conseillère sortante |

### Résultats détaillés

#### Élections de mars 2015
À l'issue du premier tour des élections départementales de 2015, deux binômes sont en ballottage : Laurence Ducos et Alain Merly (DVD, 29,54 %) et Camille Laubie et Jean-Michel Million (FN, 26,09 %). Le taux de participation est de 60,28 % (6 138 votants sur 10 183 inscrits) contre 57,81 % au niveau départemental et 50,17 % au niveau national.
Au second tour, Laurence Ducos et Alain Merly (DVD) sont élus avec 63,38 % des suffrages exprimés et un taux de participation de 60,47 % (3 436 voix pour 6 158 votants et 10 183 inscrits).
Alain Merly a quitté l'UDI et fait partie de LMR.

#### Élections de juin 2021
Le premier tour des élections départementales de 2021 est marqué par un très faible taux de participation (33,26 % au niveau national). Dans le canton du Confluent, ce taux de participation est de 43,57 % (4 286 votants sur 9 837 inscrits) contre 39,29 % au niveau départemental. À l'issue de ce premier tour, deux binômes sont en ballottage : Philippe Bousquier et Laurence Ducos (Union au centre et à droite, 25,62 %) et Claude Choplin et France Espinasse (RN, 17,72 %).
Le second tour des élections est marqué une nouvelle fois par une abstention massive équivalente au premier tour. Les taux de participation sont de 34,36 % au niveau national, 41,08 % dans le département et 43,05 % dans le canton du Confluent. Philippe Bousquier et Laurence Ducos (Union au centre et à droite) sont élus avec 68,24 % des suffrages exprimés (2 552 voix pour 4 236 votants et 9 839 inscrits),,.

## Composition
Le canton du Confluent comprend vingt communes entières.
| Nom                               | Code Insee | Intercommunalité                           | Superficie (km2) | Population (dernière pop. légale) | Densité (hab./km2) | Modifier                                    |
| --------------------------------- | ---------- | ------------------------------------------ | ---------------- | --------------------------------- | ------------------ | ------------------------------------------- |
| Aiguillon (bureau centralisateur) | 47004      | CC du Confluent et des Coteaux de Prayssas | 28,28            | 3 983 (2022)                      | 141                | modifier les données · modifier les données |
| Bazens                            | 47022      | CC du Confluent et des Coteaux de Prayssas | 12,21            | 504 (2022)                        | 41                 | modifier les données · modifier les données |
| Bourran                           | 47038      | CC du Confluent et des Coteaux de Prayssas | 18,16            | 612 (2022)                        | 34                 | modifier les données · modifier les données |
| Clermont-Dessous                  | 47066      | CC du Confluent et des Coteaux de Prayssas | 15,08            | 810 (2022)                        | 54                 | modifier les données · modifier les données |
| Cours                             | 47073      | CC du Confluent et des Coteaux de Prayssas | 11,43            | 193 (2022)                        | 17                 | modifier les données · modifier les données |
| Frégimont                         | 47104      | CC du Confluent et des Coteaux de Prayssas | 7,59             | 272 (2022)                        | 36                 | modifier les données · modifier les données |
| Galapian                          | 47107      | CC du Confluent et des Coteaux de Prayssas | 9,25             | 334 (2022)                        | 36                 | modifier les données · modifier les données |
| Granges-sur-Lot                   | 47111      | CC du Confluent et des Coteaux de Prayssas | 4,19             | 589 (2022)                        | 141                | modifier les données · modifier les données |
| Lacépède                          | 47125      | CC du Confluent et des Coteaux de Prayssas | 11,33            | 316 (2022)                        | 28                 | modifier les données · modifier les données |
| Lagarrigue                        | 47129      | CC du Confluent et des Coteaux de Prayssas | 4,38             | 274 (2022)                        | 63                 | modifier les données · modifier les données |
| Laugnac                           | 47140      | CC du Confluent et des Coteaux de Prayssas | 17,35            | 692 (2022)                        | 40                 | modifier les données · modifier les données |
| Lusignan-Petit                    | 47154      | CC du Confluent et des Coteaux de Prayssas | 7,35             | 363 (2022)                        | 49                 | modifier les données · modifier les données |
| Madaillan                         | 47155      | CC du Confluent et des Coteaux de Prayssas | 24,39            | 664 (2022)                        | 27                 | modifier les données · modifier les données |
| Montpezat                         | 47190      | CC du Confluent et des Coteaux de Prayssas | 24,19            | 562 (2022)                        | 23                 | modifier les données · modifier les données |
| Nicole                            | 47196      | CC du Confluent et des Coteaux de Prayssas | 4,78             | 239 (2022)                        | 50                 | modifier les données · modifier les données |
| Port-Sainte-Marie                 | 47210      | CC du Confluent et des Coteaux de Prayssas | 18,94            | 1 846 (2022)                      | 97                 | modifier les données · modifier les données |
| Prayssas                          | 47213      | CC du Confluent et des Coteaux de Prayssas | 26,48            | 995 (2022)                        | 38                 | modifier les données · modifier les données |
| Saint-Salvy                       | 47275      | CC du Confluent et des Coteaux de Prayssas | 9,26             | 200 (2022)                        | 22                 | modifier les données · modifier les données |
| Saint-Sardos                      | 47276      | CC du Confluent et des Coteaux de Prayssas | 14,46            | 292 (2022)                        | 20                 | modifier les données · modifier les données |
| Sembas                            | 47297      | CC du Confluent et des Coteaux de Prayssas | 12,51            | 142 (2022)                        | 11                 | modifier les données · modifier les données |
| Canton du Confluent               | 4706       |                                            | 281,61           | 13 882 (2022)                     | 49                 | modifier les données                        |

## Démographie
En 2022, le canton comptait 13 882 habitants, en évolution de −3,49 % par rapport à 2016 (Lot-et-Garonne : −0,18 %, France hors Mayotte : +2,11 %).
| 2013   | 2018   | 2022   |
| ------ | ------ | ------ |
| 14 303 | 14 413 | 13 882 |